# Scamandra semele
Scamandra semele är en insektsart som beskrevs av Stsl 1863. Scamandra semele ingår i släktet Scamandra och familjen lyktstritar. Inga underarter finns listade i Catalogue of Life.